# Trinarea fenestrata
Trinarea fenestrata är en insektsart som beskrevs av Strümpel 1974. Trinarea fenestrata ingår i släktet Trinarea och familjen hornstritar. Inga underarter finns listade i Catalogue of Life.